# Tomeus wyliei
Tomeus wyliei är en tvåvingeart som beskrevs av Mcalpine 2001. Tomeus wyliei ingår i släktet Tomeus och familjen bredmunsflugor. Inga underarter finns listade i Catalogue of Life.